# هايدلبرغ (مسيسيبي)
هايدلبرغ (بالإنجليزية: Heidelberg, Mississippi)‏ هي بلدة تقع في مقاطعة جاسبر (ميسيسيبي) بولاية مسيسيبي في الولايات المتحدة. تبلغ مساحتها 13.3 (كم²)، وترتفع عن سطح البحر 105 م، بلغ عدد سكانها 840 نسمة في عام 2000 حسب إحصاء مكتب تعداد الولايات المتحدة وتصل الكثافة السكانية فيها 63.4 نسمة/كم2.

## التركيبة السكانية
حدّد مكتب تعداد الولايات المتحدة بيانات التركيبة السكانية لهايدلبرغ في تعداد الولايات المتحدة. في ما يلي، التركيبة السكانية حسب تعدادي 2000 و2010.

### تعداد عام 2000
بلغ عدد سكان هايدلبرغ 840 نسمة بحسب تعداد عام 2000، وبلغ عدد الأسر 320 أسرة وعدد العائلات 225 عائلة مقيمة في البلدة. في حين سجلت الكثافة السكانية 63.2 نسمة لكل كيلومتر مربع (163.7/ميل2). وبلغ عدد الوحدات السكنية 359 وحدة بمتوسط كثافة قدره 27 لكل كيلومتر مربع (69.9/ميل2).
وتوزع التركيب العرقي للبلدة بنسبة 26.31% من البيض و73.33% من الأمريكيين الأفارقة و0.36% من عرقين مختلطين أو أكثر و0.36% من الهسبانيون أو اللاتينيون من أي عرق.
بلغ عدد الأسر 320 أسرة كانت نسبة 35.9% منها لديها أطفال تحت سن الثامنة عشر تعيش معهم، وبلغت نسبة الأزواج القاطنين مع بعضهم البعض 40.6% من أصل المجموع الكلي للأسر، ونسبة 25.6% من الأسر كان لديها معيلات من الإناث دون وجود شريك،  بينما كانت نسبة 4.1% من الأسر لديها معيلون من الذكور دون وجود شريكة وكانت نسبة 29.7% من غير العائلات. تألفت نسبة 27.5% من أصل جميع الأسر من عدة أفراد يعيشون في نفس المنزل ونسبة 14.4% كانت تتألف من شخص يعيش بمفرده يبلغ من العمر 65 عاماً أو أكثر. وبلغ متوسط حجم الأسرة المعيشية 2.63، أما متوسط حجم العائلات فبلغ 3.19.
بلغ العمر الوسطي للسكان 38.5 عاماً. وكانت نسبة 26.5% من القاطنين تحت سن الثامنة عشر، وكانت نسبة 9.5% بين الثامنة عشر والرابعة والعشرين عاماً، ونسبة 22.5% كانت واقعةً في الفئة العمرية ما بين الخامسة والعشرين والرابعة والأربعين عاماً، ونسبة 22.5% كانت ما بين الخامسة والأربعين والرابعة والستين، ونسبة 18.9% كانت ضمن فئة الخامسة والستين عاماً فما فوق. يوجد لكل 100 أنثى 81.4 ذكر، ويوجد لكل 100 أنثى في الثامنة عشر من عمرها فما فوق 75.8 ذكر.
بلغ متوسط دخل الأسرة في البلدة 21,063 دولارًا، أما متوسط دخل العائلة فبلغ 27,768 دولارًا. وكان متوسط دخل الذكور 25,982 دولارًا مقابل 16,667 دولارًا للإناث. وسجل دخل الفرد الخاص بالبلدة 13,555 دولارًا. وكانت نسبة 23% من العائلات ونسبة 25% من السكان تحت خط الفقر، وكان من هؤلاء نسبة 30.2% تحت سن الثامنة عشر ونسبة 25.5% في الخامسة والستين من العمر وما فوق.

### تعداد عام 2010
بلغ عدد سكان هايدلبرغ 718 نسمة بحسب تعداد عام 2010، وبلغ عدد الأسر 297 أسرة وعدد العائلات 209 عائلة مقيمة في البلدة. في حين سجلت الكثافة السكانية 54 نسمة لكل كيلومتر مربع (139.9/ميل2). وبلغ عدد الوحدات السكنية 346 وحدة بمتوسط كثافة قدره 26 لكل كيلومتر مربع (67.3/ميل2).
وتوزع التركيب العرقي للبلدة بنسبة 17.83% من البيض و80.50% من الأمريكيين الأفارقة و0.28% من الأمريكيين الأصليين و0.14% من سكان جزر المحيط الهادئ و1.25% من عرقين مختلطين أو أكثر و1.67% من الهسبانيون أو اللاتينيون من أي عرق.
بلغ عدد الأسر 297 أسرة كانت نسبة 31.3% منها لديها أطفال تحت سن الثامنة عشر تعيش معهم، وبلغت نسبة الأزواج القاطنين مع بعضهم البعض 37.7% من أصل المجموع الكلي للأسر، ونسبة 29.3% من الأسر كان لديها معيلات من الإناث دون وجود شريك،  بينما كانت نسبة 3.4% من الأسر لديها معيلون من الذكور دون وجود شريكة وكانت نسبة 29.6% من غير العائلات. تألفت نسبة 25.9% من أصل جميع الأسر من عدة أفراد يعيشون في نفس المنزل ونسبة 12.1% كانت تتألف من شخص يعيش بمفرده يبلغ من العمر 65 عاماً أو أكثر. وبلغ متوسط حجم الأسرة المعيشية 2.42، أما متوسط حجم العائلات فبلغ 2.94.
بلغ العمر الوسطي للسكان 43.8 عاماً. وكانت نسبة 23% من القاطنين تحت سن الثامنة عشر، وكانت نسبة 6.8% بين الثامنة عشر والرابعة والعشرين عاماً، ونسبة 21% كانت واقعةً في الفئة العمرية ما بين الخامسة والعشرين والرابعة والأربعين عاماً، ونسبة 30.4% كانت ما بين الخامسة والأربعين والرابعة والستين، ونسبة 18.8% كانت ضمن فئة الخامسة والستين عاماً فما فوق. وتوزع التركيب الجنسي للسكان بنسبة 46.4% ذكور و53.6% إناث.

## وصلات خارجية
- The US50 - Cities and Towns in Mississippi State
- Mississippi Cities and Towns, Facts, Map, Flag, Colleges, Government, and More